# Анабар (озёра)
Анабар (англ. Anabar ponds) — группа небольших озёр на севере острова Науру в округах Анабар и Июв.
Озёра находятся недалеко от побережья Тихого океана, отделены от него полосой суши с прибрежной инфраструктурой. Самое крупное из скопления озёр расположено в округе Анабар и имеет площадь водной поверхности 10 000 м², в округе Июв находятся несколько меньших по размерам водоёмов.
В самом крупном из озёр искусственно разводится рыба. Берега озёр — лесистые и в некоторых местах крутые и скалистые.